# Joseph Rabban
Joseph Rabban ( ancien malayalam :  ഇസുപ്പ് ഇറപ്പാൻ ou Issuppu Irappan, également Yusuf/Oueseph Rabban ) était un éminent marchand juif et aristocrate dans l'entrepôt de Kodungallur (Muyirikkottu) sur la côte de Malabar, en Inde, au début du XIe siècle de notre ère.

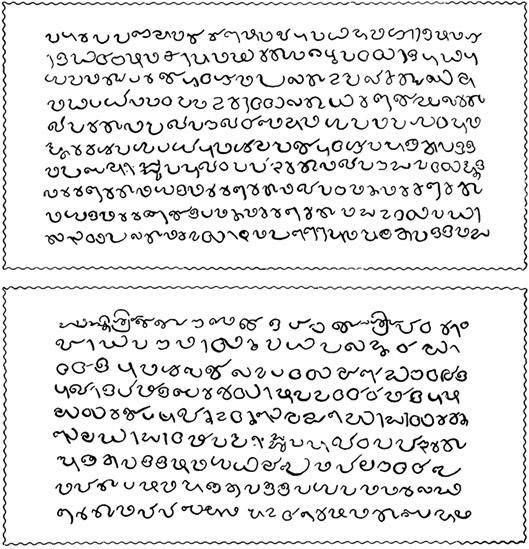
Plaques de cuivre juives (c. 1000 CE)

Selon les plaques de cuivre juives de Cochin (vers 1000 CE), une charte émise par le roi Chera à Kodungallur, Rabban a obtenu les droits de la guilde marchande anjuman/hanjamana ainsi que plusieurs autres droits commerciaux et privilèges aristocratiques. Il était exempté de tous les paiements effectués par les autres colons de la ville de Muyirikkottu au roi (en lui étendant en même temps tous les droits des autres colons). Ces droits et privilèges ont été accordés à perpétuité à tous ses descendants. Anjuman était une guilde marchande de l'Inde du Sud organisée par des marchands juifs, chrétiens et islamiques des pays d'Asie occidentale.
Les descendants de Rabban ont continué à avoir de l'importance sur les autres Juifs de la côte de Malabar pendant des siècles. Un conflit éclata entre les descendants, Joseph Azar, et son frère dans les années 1340,.